# Kodaline

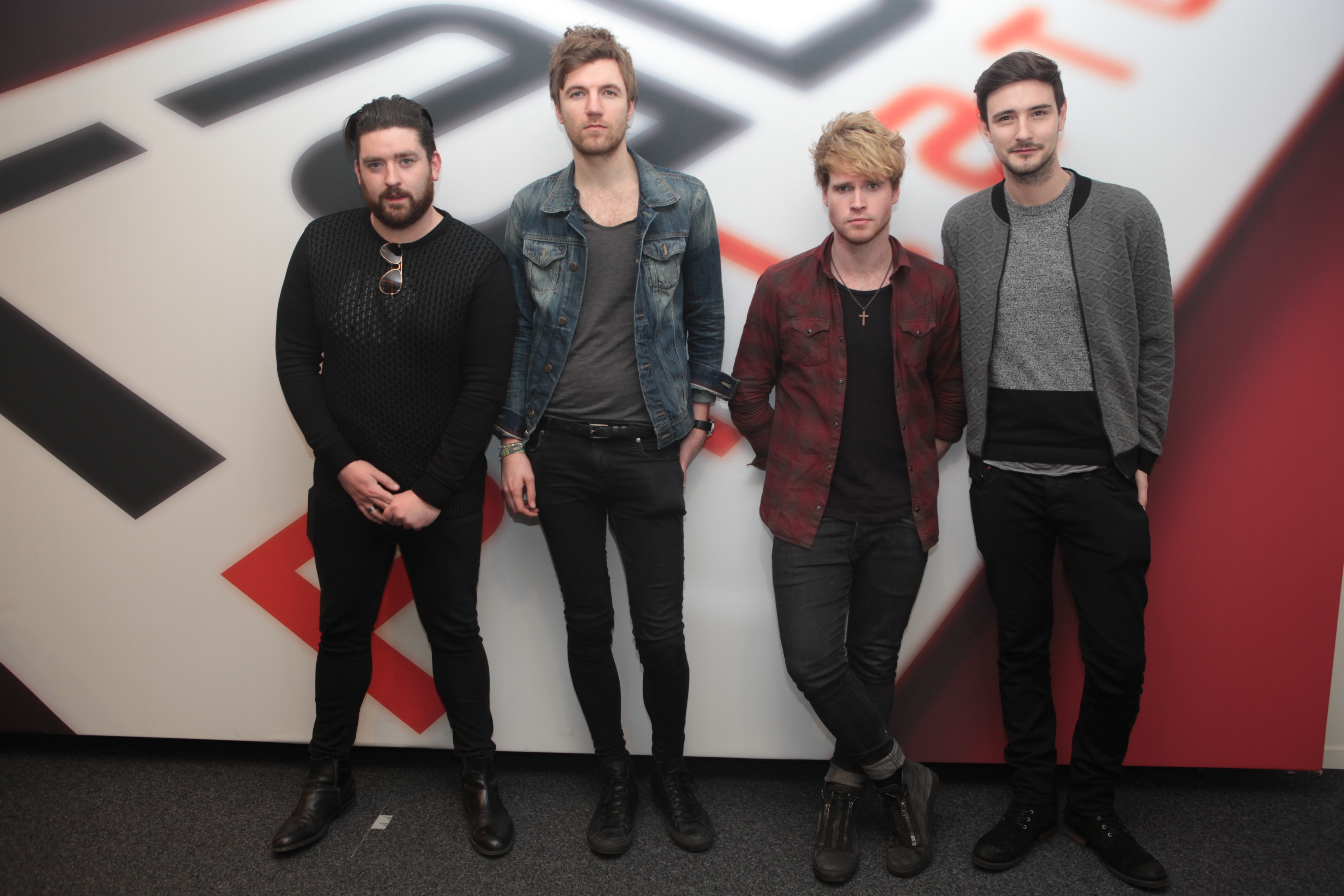
Członkowie zespołu Kodaline (2015)

Kodaline – irlandzki zespół muzyczny, grający alternatywnego rocka. Początkowo znany jako 21 Demands. Zadebiutowali kawałkiem Give Me A Minute, który znalazł się na Irish Singles Chart w marcu 2007 roku. W 2011 roku zespół zmienił nazwę na Kodaline.
Stephen Garrigan i Mark Prendergast dorastali w Swords w Dublinie, znali się od dzieciństwa. Obaj uczęszczali do szkoły średniej w Colaiste Choilm, w swoim rodzinnym mieście, gdzie brali udział w wielu tzw. bitwach kapel. Zaczęli pokazywać swoją miłość do muzyki i mniej więcej w tym czasie do ich zespołu dołączył Vinny May, również mieszkający w Swords. Ich zespół nie był w pełni kompletny do stycznia 2012 roku, kiedy to ich przyjaciel – Jason Boland – mieszkający w Celbridge w hrabstwie Kildare, został zwerbowany.

## Kariera

### 2005-11 - 21 Demands
Jako 21 Demands, zespół po raz pierwszy zwrócił na siebie uwagę w listopadzie 2007 roku, kiedy wzięli udział w piątej edycji talent show RTÉ; You're a Star, zdobywając drugie miejsce. 3 marca 2007 roku zespół wydał swój singiel, zatytułowany Give Me A Minute, który później znalazł się na Irish Singles Chart, gdzie zdobył pierwsze miejsce. 21 Demands napisał także One of Those Days, który puszczany był na irlandzkim kanale YouTube Channel Television.

### 2012 - In a Perfect World
Kwartet wydał swój debiutancki minialbum The Kodaline EP we wrześniu 2012. Jeden z czterech utworów umieszczony na epce został szczególnie wyróżniony; "All I Want" został wybrany jako BBC Radio 1 DJ Fearne Cotton's Record of the Week, towarzyszył w 9 serii Chirurgów, "Remember the Time" i służył jako tło muzyczne dla Google's 2012: Year In Review video. W grudniu 2012, BBC ogłosiło, że Kodaline zostało nominowane do Sound of 2013.

### 2015 - Coming Up for Air
Kodaline 9 lutego wydali swój drugi album. Wyróżnione utwory to: "Honest"  (wydany 8 grudnia 2014) oraz ,,The One". Przez Metacritic został umieszczony na 51. miejscu setki najlepszych piosenek.

### 2018 - Politics of Living
Główny singiel "Brother" został wydany 23 czerwca 2017 roku. Steve ponownie pojawił się w The Midnight Hour obok Eldeniro90, gdzie odbyła się premiera nowej muzyki. Album został wydany 28 września 2018, przy jego tworzeniu z zespołem współpracowali między innymi Steve Mac, Stephen Harris i Jonny Coffer. Przed jego oficjalnym pojawieniem się Kodaline udostępnili pięć singli: wcześniej wspomniany "Brother", "Follow your Fire" (23 marca 2018), "Shed a Tear" (9 lipca 2018), "Worth It" (20 lipca 2018) oraz "Head Held High" (24 sierpnia 2018). Krążek okazał się być sporym sukcesem komercyjnym w Europie - z okazji jego wydania zespół wyruszył w trasę koncertową, trwającą od 3 października do 4 listopada 2018 roku. Album pojawił się na pierwszym miejscu Irish Album Chart, stając się tym samym trzecim krążkiem w karierze zespołu który osiągnął tę pozycję.

## Dyskografia
Albumy
| Tytuł              | Dane dot. albumu                                 | Pozycja na liście | Pozycja na liście | Pozycja na liście | Pozycja na liście | Pozycja na liście | Pozycja na liście | Certyfikat                           |
| Tytuł              | Dane dot. albumu                                 | UK                | AUS               | NLD               | CHE               | NZL               | FRA               | Certyfikat                           |
| ------------------ | ------------------------------------------------ | ----------------- | ----------------- | ----------------- | ----------------- | ----------------- | ----------------- | ------------------------------------ |
| In a Perfect World | - Data: 17 czerwca 2013 - Wydawca: RCA/B-Unique  | 3                 | 24                | 8                 | 8                 | –                 | –                 | - UK: złota płyta - POL: złota płyta |
| Coming Up for Air  | - Data: 9 lutego 2015 - Wydawca: Sony Music      | 4                 | 37                | 13                | 4                 | 23                | 162               | - UK: srebrna płyta                  |
| Politics of Living | - Data: 28 września 2018 - Wydawca: RCA/B-Unique | 15                | -                 | 86                | 11                | -                 | -                 |                                      |

Minialbumy
| The Kodaline EP                         | - Data: 18 września 2012 - Wydawca: RCA/B-Unique | –  |
| The High Hopes EP                       | - Data: 17 marca 2013 - Wydawca: RCA/B-Unique    | 23 |
| Love Like This EP                       | - Data: 2 czerwca 2013 - Wydawca: RCA/B-Unique   | –  |
| „–” oznacza, że album nie był notowany. |                                                  |    |